# IC 3228
IC 3228 је спирална галаксија у сазвјежђу Береникина коса која се налази на листи објеката дубоког неба у Индекс каталогу.
Деклинација објекта је + 24° 19' 48" а ректасцензија 12h 22m 39,4s. Привидна величина (магнитуда) објекта IC 3228 износи 14,7 а фотографска магнитуда 15,5.